# Бобровник, Леонид Демьянович
Леонид Демьянович Бобровник (27 июня 1933, Староконстантинов Хмельницкой области — 4 сентября 2021) — Заслуженный деятель науки и техники Украины, ученый, доктор технических наук .

## Биография
Родился 27 июня 1933 года в семье учителей в г. Староконстантиново бывшей Каменец-Подольской области .
В 1951 году с золотой медалью окончил Полонскую среднюю школу № 1. В этом же году Л. Д. Бобровник поступил в Киевский технологический институт пищевой промышленности по специальности «Технология сахаристых веществ», окончивший в 1956 году с отличием. Ректорат института пригласил его работать на кафедре технологии сахаристых веществ, но он отказался оставаться в институте и взял назначение на работу сменным инженером на Первом Кубанском сахарном заводе Краснодарского края. Через год был назначен главным технологом этого же завода и в этой должности работал два года до сентября 1959 года.
В сентябре 1959 поступил в аспирантуру на кафедре технологии сахаристых веществ КТИХП. После окончания аспирантуры получил назначение ассистента на эту же кафедру (1962 г.), на которой впоследствии работал доцентом, профессором до 1980 года. В 1963 году г. защитил кандидатскую диссертацию, в 1975 г. — докторскую. В 1963—1964 гг. работал заместителем декана технологического факультета.
В 2000 году эмигрировал в США, проживал в местности Зе-Вудлендс, штат Техас.
Умер 4 сентября 2021 года на 89-м году жизни. Похоронен вместе с семьей в Киеве, на Байковом кладбище.

## Научная деятельность
В 1968—1969 гг. работал научным руководителем научно-исследовательской лаборатории по химии и технологии сахара в Центральном Университете Республики Куба. В 1974—1976 гг. — советник ректора этого же университета и член методического совета Министерства образования Республики Куба . Работая на Кубе, он подготовил для этой страны 8 кандидатов наук. В 1980 году был избран заведующим кафедрой органической химии КТИХП. С 1991 по 1995 год работал проректором по научной работе университета, впоследствии стал председателем специализированного совета по присуждению ученых степеней доктора наук и кандидата наук.
В 1991 году избран академиком Академии инженерных наук Украины.
Основные направления научной деятельности: ионный обмен, электродиализ с электрохимически активными мембранами, химия и технология сахаристых веществ. Разработал технологию инулина — фруктана с высокой степенью поляризации и их производных (1975).
За весь период научной деятельности подготовил 32 кандидата и 4 доктора наук. При его участии написано 10 монографий и учебников, 5 брошюр, издано более 450 научных работ. Имеет 55 авторских свидетельств на изобретения и патенты.

## Награды
Награждён орденом «Дружбы народов» (1981) и тремя медалями.
2 октября 1997 р. Указом Президента Украины Бобровнику Л. Д. присвоено почетное звание «Заслуженный деятель науки и техники Украины» .